# R.A.F.I.
R.A.F.I. — студийный альбом британской электронной группы Asian Dub Foundation, вышедший в 1997 году. Первоначально был издан лишь во Франции, некоторые треки были переизданы на альбоме 1998 года Rafi’s Revenge.

## Список композиций
1. «Assassin»
2. «Change»
3. «Black White»
4. «Buzzing»
5. «Free Satpal Ram»
6. «Modern Apprentice»
7. «Operation Eagle Lie»
8. «Hypocrite»
9. «Naxalite»
10. «Loot»
11. «Dub Mentality»
12. «Culture Move»
13. «Real Areas For Investigation»

## Участники записи
- Дидир Заман (Deeder Saidullah Zaman, «Master D») — вокал, программинг
- Стив Савал (Steve Chandra Savale, «Chandrasonic») — вокал, гитары, программинг, тсура
- Джон Пандит (John Ashok Pandit, «Pandit G») — вокал, вертушки, семплы
- Санжай Тейлор (Sanjay Gulabhai Tailor, «Sun J») — синтезатор, эффекты
- Анирудха Дас (Aniruddha Das, «Dr. Das») — вокал, бас